# Gary Boyle
Gary Winston Boyle (* 24. November 1941 in Bihar, Indien) ist ein britischer Jazzrock- und Fusion-Gitarrist. Ian Carr zufolge gilt er als außergewöhnlicher Jazzrock-Gitarrist.

## Leben und Wirken
Boyle, der seit 1949 in London aufwuchs, lernte mit fünfzehn Jahren Gitarre. Er spielte zunächst bei Dusty Springfield und begleitete mit Brian Augers Trinity Julie Driscoll. Von 1967 bis 1969 studierte er am Leeds College of Music, um dann wieder zu Auger zurückzukehren. In den 1970er Jahren arbeitete er bei Keith Tippett, Mike Westbrook und bei Mike Gibbs, nahm aber auch mit Stomu Yamashta und Rod Stewart auf. Von 1973 bis 1977 leitete er die Fusion-Band Isotope, in der er mit Brian Miller, Jeff Clyne und Nigel Morris, später mit Laurence Scott, Hugh Hopper und Nigel Morris drei Alben veröffentlichte und in Großbritannien, Europa und den USA zahlreiche Tourneen absolvierte.
Boyle veröffentlichte mehrere Solo-Instrumentalalben. Im Duo und in größeren Formationen arbeitete er mit John Etheridge. Auch tourte er in Großbritannien im Duo mit Eberhard Weber. Mit seinem Trio spielte er in den 1990er Jahren auf wichtigen britischen Jazzfestivals. Seit Mitte der 1980er Jahre war er als Dozent für Gitarre am Paul-McCartney-Institut in Liverpool tätig.

## Diskographische Hinweise
- Isotope: Isotope (1974)
- Isotope: Illusion (1974)
- Isotope: Deep End (1976)
- The Dancer (Montreux Jazz/Pop Award 1978)
- Electric Glide (1978)
- Step Out (1981)
- Friday Night Again (1986)
- Triple Echo (1994)
- Games (2003, mit Zoe Rahman, Riaan Vosloo, Patrick Illingworth)[4]

## Lexigraphische Einträge
- Ian Carr, Digby Fairweather, Brian Priestley: Jazz: The Rough Guide. ISBN 1-85828-528-3.
- John Chilton: Who Is Who in British Jazz London 2005; ISBN 978-0826472342.